# Catemu
Catemu – miasto w Chile, w regionie Valparaíso, w prowincji San Felipe de Aconcagua.